# Radiate

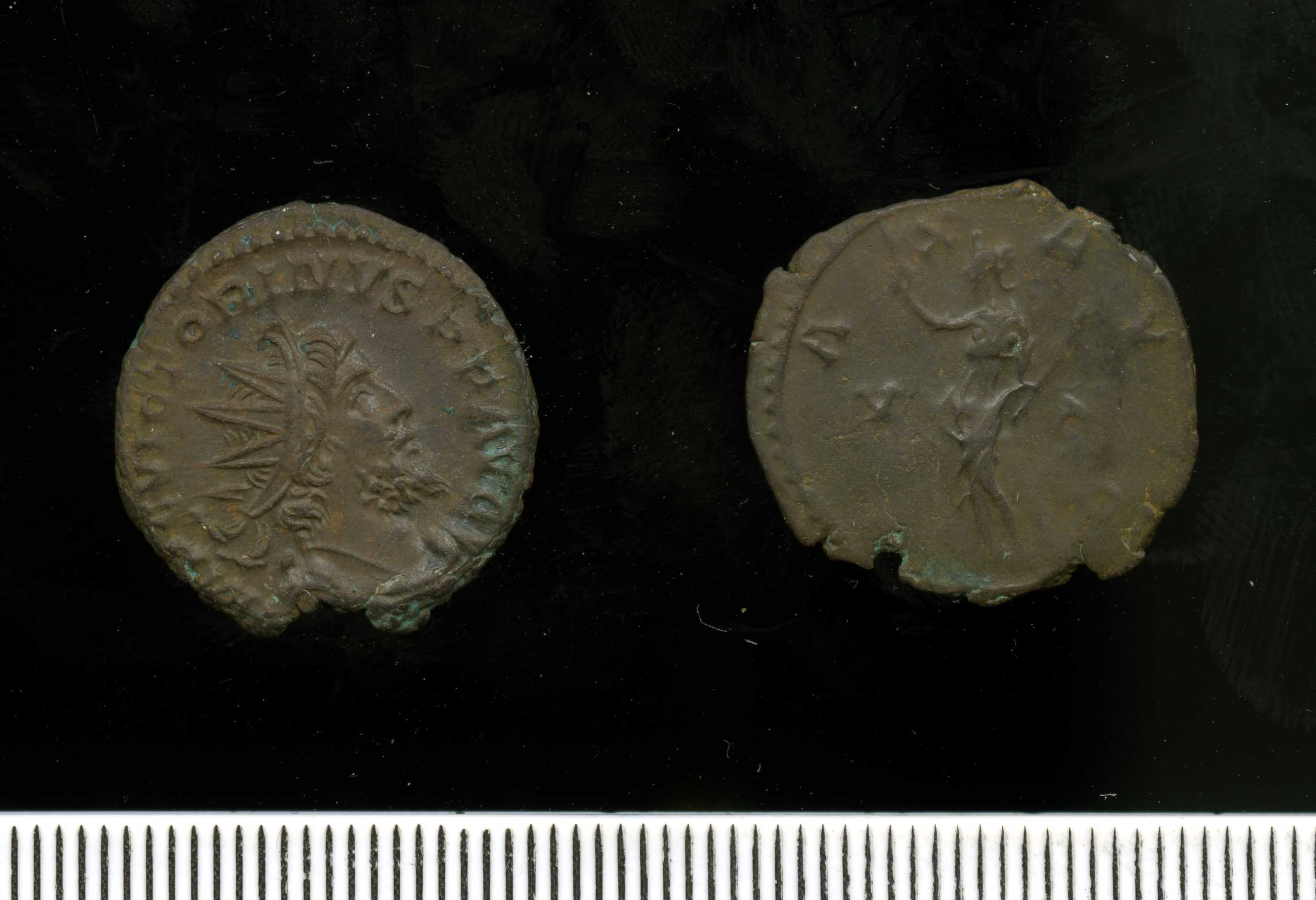
Radiate en bronze de Victorinus (269-271).

Un radiate est une appellation numismatique pour désigner les monnaies romaines figurant le profil de l'empereur portant une couronne radiée. Ce terme générique recouvre donc les antoniniens et les aureliani du IIIe siècle, et des monnaies de bronze frappées sous la tétrarchie au IVe siècle, dont l'appellation latine est inconnue. Les radiates tardifs sont en bronze avec un peu d'argent, voire pas d'argent du tout.